# Élections municipales partielles françaises de 1990
Des élections municipales partielles ont lieu en 1990 en France.

## Bilan

### Résultats en nombre de maires
| Partis       | Partis                                     | Maires sortants | Maires élus | Évolution     |
| ------------ | ------------------------------------------ | --------------- | ----------- | ------------- |
|              | Parti socialiste et apparentés             | 9               | 10          | 1             |
|              | Parti communiste français                  | 4               | 4           | en stagnation |
|              | Mouvement des radicaux de gauche           | 3               | 3           | en stagnation |
|              | Parti communiste réunionnais               | 1               | 1           | en stagnation |
|              | Divers gauche - Parti socialiste dissident | 1               | 1           | en stagnation |
|              | Mouvement progressiste réunionnais         | 1               | 0           | 1             |
| Total gauche | Total gauche                               | 19              | 19          | en stagnation |
|              | Union pour la démocratie française         | 7               | 5           | 2             |
|              | Divers droite                              | 4               | 4           | en stagnation |
|              | Rassemblement pour la République           | 3               | 5           | 2             |
| Total droite | Total droite                               | 14              | 14          | en stagnation |
|              | Union calédonienne                         | 1               | 1           | en stagnation |
| Total divers | Total divers                               | 1               | 1           | en stagnation |

## Élections

### Abscon(Nord)
- Maire sortante : Jeanne Lécu (DVD)
- Maire élue ou réélue : Jeanne Lécu (DVD)

- Contexte : Le scrutin du 12 mars 1989 est annulé par le tribunal administratif de Lille, décision confirmée par le Conseil d'État, au motif que plusieurs électeurs ont voté hors de l'isoloir. Ce manquement altère la sincérité du scrutin car la liste en tête ne dépasse que de deux voix la majorité absolue[1].

|                              | Jeanne Lécu *   | DVD - RPR (UD) | 1 156 | 55,41  | 21 |  |  |  |
|                              | Achille Broutin | PS - PCF (UG)  | 930   | 44,58  | 6  |  |  |  |
|                              |                 |                |       |        |    |  |  |  |
| Inscrits                     | Inscrits        | Inscrits       | 2 647 | 100,00 |    |  |  |  |
| Abstentions                  | Abstentions     | Abstentions    | 513   | 19,38  |    |  |  |  |
| Votants                      | Votants         | Votants        | 2 134 | 80,62  |    |  |  |  |
| Blancs et nuls               | Blancs et nuls  | Blancs et nuls | 48    | 1,81   |    |  |  |  |
| Exprimés                     | Exprimés        | Exprimés       | 2 086 | 78,80  |    |  |  |  |
| * Liste de la maire sortante |                 |                |       |        |    |  |  |  |

### Allauch(Bouches-du-Rhône)
- Maire sortant : Roland Povinelli (PS)
- Maire élu ou réélu : Roland Povinelli (PS)

- Contexte : En raison d'une distribution de colis-repas à 1 800 personnes la semaine précédant le premier tour par le comité électoral d'une liste, cette manœuvre altère le scrutin car le candidat obtint de peu la majorité absolue, le vote est annulé par le tribunal administratif de Marseille, décision confirmée par le Conseil d'État[3].

|                          | Roland Povinelli * | PS - PCF (UG)  | 4 211  | 55,53  | 27 |  |  |  |
|                          | José Gonzales      | FN             | 1 003  | 13,22  | 2  |  |  |  |
|                          | Jean-Pierre Simoni | UDF-PR         | 924    | 12,18  | 2  |  |  |  |
|                          | Gabriel Olivier    | PS diss.       | 762    | 10,05  | 1  |  |  |  |
|                          | Gilbert Cau        | RPR            | 682    | 8,99   | 1  |  |  |  |
|                          |                    |                |        |        |    |  |  |  |
| Inscrits                 | Inscrits           | Inscrits       | 12 162 | 100,00 |    |  |  |  |
| Abstentions              | Abstentions        | Abstentions    | 4 293  | 35,29  |    |  |  |  |
| Votants                  | Votants            | Votants        | 7 869  | 64,71  |    |  |  |  |
| Blancs et nuls           | Blancs et nuls     | Blancs et nuls | 287    | 2,36   |    |  |  |  |
| Exprimés                 | Exprimés           | Exprimés       | 7 582  | 62,34  |    |  |  |  |
| * Liste du maire sortant |                    |                |        |        |    |  |  |  |

### Aulnat(Puy-de-Dôme)
Le scrutin est annulé par le conseil d'État. La liste d'opposition, qui est arrivée en tête au second tour, fit des tracts électoraux que la justice pénale condamna pour diffamation, le juge électoral indique que le scrutin est donc altéré.

### Bastia(Haute-Corse)
- Maire sortant : Émile Zuccarelli (MRG)
- Maire élu ou réélu : Émile Zuccarelli (MRG)

- Contexte : Annulation du scrutin des 12 et 19 mars 1989 par le Conseil d'État.

|                          | Émile Zuccarelli *  | MRG - PCF - PS (UG)   | 5 863  | 52,88  | 34 |  |  |  |
|                          | Toni Gandolfi       | RPR - UDF - CNIP (UD) | 2 723  | 24,56  | 5  |  |  |  |
|                          | Auguste Bagnaninchi | ACN (Nat.)            | 1 224  | 11,03  | 2  |  |  |  |
|                          | François de Casalta | DVG (ex-PS)           | 702    | 6,33   | 1  |  |  |  |
|                          | Max Simeoni         | UPC (Nat.)            | 572    | 5,15   | 1  |  |  |  |
|                          |                     |                       |        |        |    |  |  |  |
| Inscrits                 | Inscrits            | Inscrits              | 19 286 | 100,00 |    |  |  |  |
| Abstentions              | Abstentions         | Abstentions           | 7 428  | 38,51  |    |  |  |  |
| Votants                  | Votants             | Votants               | 11 858 | 61,49  |    |  |  |  |
| Blancs et nuls           | Blancs et nuls      | Blancs et nuls        | 771    | 6,50   |    |  |  |  |
| Exprimés                 | Exprimés            | Exprimés              | 11 087 | 93,50  |    |  |  |  |
| * Liste du maire sortant |                     |                       |        |        |    |  |  |  |

### Bon-Encontre(Lot-et-Garonne)
- Maire sortant : Francis Auradou (PS)
- Maire élu ou réélu : Francis Auradou (PS)

- Contexte : Annulation du scrutin des 12 et 19 mars 1989 par le Conseil d'État.

|                          | Francis Auradou * | PS (UG)        | 1 403 | 53,87  | 23 |  |  |  |
|                          | Brigitte Moreno   | DVD (UD)       | 438   | 16,82  | 2  |  |  |  |
|                          | Francis Dupouy    | Écol.          | 394   | 15,13  | 2  |  |  |  |
|                          | Monique Chaussier | DIV            | 369   | 14,17  | 2  |  |  |  |
|                          |                   |                |       |        |    |  |  |  |
| Inscrits                 | Inscrits          | Inscrits       | 3 824 | 100,00 |    |  |  |  |
| Abstentions              | Abstentions       | Abstentions    | 1 131 | 29,58  |    |  |  |  |
| Votants                  | Votants           | Votants        | 2 693 | 70,42  |    |  |  |  |
| Blancs et nuls           | Blancs et nuls    | Blancs et nuls | 89    | 2,33   |    |  |  |  |
| Exprimés                 | Exprimés          | Exprimés       | 2 604 | 68,10  |    |  |  |  |
| * Liste du maire sortant |                   |                |       |        |    |  |  |  |

### Brives-Charensac(Haute-Loire)
- Maire sortant : Jean-Jacques Bringold (UDF-PR)
- Maire élu ou réélu : Jean-Claude Ferret (PS)
- Contexte : Annulation du scrutin du 12 mars 1989 par le tribunal administratif de Clermont-Ferrand pour propagande électorale mensongère sans possibilité de répondre[8].

|                          | Jean-Claude Ferret      | PS (UG)        | 1 086 | 53,73  | 21 |  |  |  |
|                          | Jean-Jacques Bringold * | UDF (UD)       | 935   | 42,26  | 6  |  |  |  |
|                          |                         |                |       |        |    |  |  |  |
| Inscrits                 | Inscrits                | Inscrits       | 2 979 | 100,00 |    |  |  |  |
| Abstentions              | Abstentions             | Abstentions    | 858   | 28,80  |    |  |  |  |
| Votants                  | Votants                 | Votants        | 2 121 | 71,20  |    |  |  |  |
| Blancs et nuls           | Blancs et nuls          | Blancs et nuls | 100   | 3,35   |    |  |  |  |
| Exprimés                 | Exprimés                | Exprimés       | 2 021 | 67,84  |    |  |  |  |
| * Liste du maire sortant |                         |                |       |        |    |  |  |  |

### Cahors(Lot)
- Maire sortant : Maurice Faure (MRG), ne se représente pas
- Maire élu ou réélu : Bernard Charles (MRG)

- Contexte : Annulation du scrutin des 12 et 19 mars 1989 par le tribunal administratif de Toulouse et confirmée par le Conseil d'État.

| Tête de liste  | Tête de liste    | Liste                | Premier tour | Premier tour | Second tour | Second tour | Sièges |  |
| Tête de liste  | Tête de liste    | Liste                | Voix         | %            | Voix        | %           | CM     |  |
| -------------- | ---------------- | -------------------- | ------------ | ------------ | ----------- | ----------- | ------ |  |
|                | Pierre Mas       | UDF - RPR - DVD (UD) | 3 281        | 41,98        | 4 378       | 49,92       | 8      |  |
|                | Bernard Charles  | MRG - PS - PCF (UG)  | 3 212        | 41,10        | 4 392       | 50,08       | 25     |  |
|                | Anne Gailhard    | LV                   | 769          | 9,84         |             |             |        |  |
|                | Michel Grinfeder | ECO (Alternative)    | 552          | 7,06         |             |             |        |  |
|                |                  |                      |              |              |             |             |        |  |
| Inscrits       | Inscrits         | Inscrits             | 12 140       | 100,00       | 12 140      | 100,00      |        |  |
| Abstentions    | Abstentions      | Abstentions          | 4 098        | 33,75        | 3 044       | 25,07       |        |  |
| Votants        | Votants          | Votants              | 8 042        | 66,25        | 9 096       | 74,93       |        |  |
| Blancs et nuls | Blancs et nuls   | Blancs et nuls       | 228          | 1,88         | 326         | 2,68        |        |  |
| Exprimés       | Exprimés         | Exprimés             | 7 814        | 64,36        | 8 770       | 72,24       |        |  |

### Cannes(Alpes-Maritimes)
- Maire sortant : Michel Mouillot (UDF-PR)
- Maire élu ou réélu : Michel Mouillot (UDF-PR)

- Contexte : Annulation du scrutin des 12 et 19 mars 1989 par le Conseil d'État.

|                          | Michel Mouillot *   | UDF            | 14 868 | 50,73  | 39 |  |  |  |
|                          | Albert Peyron       | FN             | 6 019  | 20,54  | 5  |  |  |  |
|                          | Jacques Dozol       | RPR - DVD      | 4 223  | 14,41  | 4  |  |  |  |
|                          | Henri Rossi         | PS             | 1 583  | 5,40   | 1  |  |  |  |
|                          | Paul Vogel          | LV             | 1 174  | 4,00   | 0  |  |  |  |
|                          | Ghislaine Picot     | PCF            | 722    | 2,46   | 0  |  |  |  |
|                          | Jean-Bernard Pinaud | EXD            | 714    | 2,43   | 0  |  |  |  |
|                          |                     |                |        |        |    |  |  |  |
| Inscrits                 | Inscrits            | Inscrits       | 48 279 | 100,00 |    |  |  |  |
| Abstentions              | Abstentions         | Abstentions    | 18 600 | 38,52  |    |  |  |  |
| Votants                  | Votants             | Votants        | 29 679 | 61,48  |    |  |  |  |
| Blancs et nuls           | Blancs et nuls      | Blancs et nuls | 376    | 0,78   |    |  |  |  |
| Exprimés                 | Exprimés            | Exprimés       | 29 303 | 60,69  |    |  |  |  |
| * Liste du maire sortant |                     |                |        |        |    |  |  |  |

### Castelginest(Haute-Garonne)
- Maire sortant : Jean Laurent (UDF)
- Maire élu ou réélu : Jacques Roger-Machart (PS)

- Contexte : Annulation du scrutin du 12 mars 1989 par le Conseil d'État.

|                          | Jacques Roger-Machart | PS - PCF - MRG - DVG (UG) | 1 749 | 50,25  | 22 |  |  |  |
|                          | Jean Laurent *        | UDF - RPR - DVD (UD)      | 1 572 | 45,17  | 7  |  |  |  |
|                          | Yves Coquenat         | SE                        | 159   | 4,56   | 0  |  |  |  |
|                          |                       |                           |       |        |    |  |  |  |
| Inscrits                 | Inscrits              | Inscrits                  | 4 606 | 100,00 |    |  |  |  |
| Abstentions              | Abstentions           | Abstentions               | 1 035 | 22,47  |    |  |  |  |
| Votants                  | Votants               | Votants                   | 3 571 | 77,53  |    |  |  |  |
| Blancs et nuls           | Blancs et nuls        | Blancs et nuls            | 91    | 1,97   |    |  |  |  |
| Exprimés                 | Exprimés              | Exprimés                  | 3 480 | 75,55  |    |  |  |  |
| * Liste du maire sortant |                       |                           |       |        |    |  |  |  |

### Clichy-sous-Bois(Seine-Saint-Denis)
- Maire sortant : André Déchamps (PCF)
- Maire élu ou réélu : Christian Chapuis (PCF)[13]

- Contexte : Annulation du scrutin des 12 et 19 mars 1989 par le Tribunal administratif de Paris et confirmée par le Conseil d'État pour cause de fraude électorale.

| Tête de liste            | Tête de liste     | Liste          | Premier tour | Premier tour | Second tour | Second tour | Sièges |  |
| Tête de liste            | Tête de liste     | Liste          | Voix         | %            | Voix        | %           | CM     |  |
| ------------------------ | ----------------- | -------------- | ------------ | ------------ | ----------- | ----------- | ------ |  |
|                          | André Déchamps *  | PCF            | 1 723        | 32,13        | 2 149       | 39,25       | 25     |  |
|                          | Laurent Daffos    | FN             | 1 344        | 25,06        | 1 644       | 30,02       | 5      |  |
|                          | Gérard Boutillier | RPR - DVD      | 1 016        | 18,94        | 1 140       | 20,82       | 4      |  |
|                          | Léon Testé        | DVG - LV       | 555          | 10,35        | 542         | 9,89        | 1      |  |
|                          | Guy Depelley      | PS             | 481          | 8,97         |             |             |        |  |
|                          | Christian Iriart  | UDF-CDS        | 243          | 4,54         |             |             |        |  |
|                          |                   |                |              |              |             |             |        |  |
| Inscrits                 | Inscrits          | Inscrits       | 10 174       | 100,00       | 10 170      | 100,00      |        |  |
| Abstentions              | Abstentions       | Abstentions    | 4 722        | 46,41        | 4 635       | 45,57       |        |  |
| Votants                  | Votants           | Votants        | 5 452        | 53,59        | 5 535       | 54,43       |        |  |
| Blancs et nuls           | Blancs et nuls    | Blancs et nuls | 90           | 1,65         | 60          | 1,08        |        |  |
| Exprimés                 | Exprimés          | Exprimés       | 5 362        | 98,35        | 5 475       | 98,92       |        |  |
| * Liste du maire sortant |                   |                |              |              |             |             |        |  |

### Colombes(Hauts-de-Seine)
- Maire sortant : Dominique Frelaut (PCF)
- Maire élu ou réélu : Dominique Frelaut (PCF)

- Contexte : Annulation du scrutin des 12 et 19 mars 1989 par le Conseil d'État[16].

|                |                                 |                           |              |              |             |             |        |  |  |  |  |  |  |  |
| Tête de liste  | Tête de liste                   | Liste                     | Premier tour | Premier tour | Second tour | Second tour | Sièges |  |  |  |  |  |  |  |
| Tête de liste  | Tête de liste                   | Liste                     | Voix         | %            | Voix        | %           | CM     |  |  |  |  |  |  |  |
|                | Dominique Frelaut sortant réélu | PCF (PS, AREV)            | 13 444       | 47,34        | 14 211      | 51,63       | 38     |  |  |  |  |  |  |  |
|                | Alain Aubert                    | RPR (UDF, CNIP)           | 9 019        | 31,76        | 9 508       | 34,54       | 8      |  |  |  |  |  |  |  |
|                | Jean-Yves Le Gallou             | FN                        | 4 341        | 15,28        | 3 805       | 13,82       | 3      |  |  |  |  |  |  |  |
|                | Eveline Matet                   | Les Verts                 | 720          | 2,53         |             |             | 0      |  |  |  |  |  |  |  |
|                | Devorah Azoulay                 | Divers écologiste         | 499          | 1,75         | 0           |             |        |  |  |  |  |  |  |  |
|                | Alain Debionne                  | Extrême droite (diss. FN) | 370          | 1,30         | 0           |             |        |  |  |  |  |  |  |  |
|                |                                 |                           |              |              |             |             |        |  |  |  |  |  |  |  |
| Inscrits       | Inscrits                        | Inscrits                  | 45 632       | 100,00       | 45 632      | 100,00      | 49     |  |  |  |  |  |  |  |
| Abstentions    | Abstentions                     | Abstentions               | 16 928       | 37,09        | 17 767      | 38,93       |        |  |  |  |  |  |  |  |
| Votants        | Votants                         | Votants                   | 28 704       | 62,91        | 27 865      | 61,07       |        |  |  |  |  |  |  |  |
| Blancs et nuls | Blancs et nuls                  | Blancs et nuls            | 311          | 1,08         | 341         | 1,22        |        |  |  |  |  |  |  |  |
| Exprimés       | Exprimés                        | Exprimés                  | 28 393       | 98,92        | 27 524      | 98,78       |        |  |  |  |  |  |  |  |

### Dardilly(Rhône)
- Maire sortant : Bernard Thomas (DVD)
- Maire élu ou réélu : Daniel Le Maire (RPR)

- Contexte : Annulation du scrutin partiel des 3 et 10 septembre 1989 par le tribunal administratif de Lyon et confirmée par le Conseil d'État en raison d'irrégularités.

| Tête de liste            | Tête de liste     | Liste                | Premier tour | Premier tour | Second tour | Second tour | Sièges |  |
| Tête de liste            | Tête de liste     | Liste                | Voix         | %            | Voix        | %           | CM     |  |
| ------------------------ | ----------------- | -------------------- | ------------ | ------------ | ----------- | ----------- | ------ |  |
|                          | Bernard Thomas *  | DVD - RPR - UDF - SE | 749          | 34,24        | 905         | 36,05       | 5      |  |
|                          | Daniel Le Maire   | RPR - UDF - DVD (UD) | 730          | 33,37        | 940         | 37,45       | 20     |  |
|                          | Michel Charmont   | PS                   | 601          | 27,48        | 665         | 26,49       | 4      |  |
|                          | Jean-Michel Deman | PCF                  | 107          | 4,89         |             |             |        |  |
|                          |                   |                      |              |              |             |             |        |  |
| Inscrits                 | Inscrits          | Inscrits             | 4 217        | 100,00       | 4 214       | 100,00      |        |  |
| Abstentions              | Abstentions       | Abstentions          | 1 961        | 46,51        | 1 668       | 39,58       |        |  |
| Votants                  | Votants           | Votants              | 2 256        | 53,49        | 2 546       | 60,42       |        |  |
| Blancs et nuls           | Blancs et nuls    | Blancs et nuls       | 69           | 1,63         | 36          | 0,85        |        |  |
| Exprimés                 | Exprimés          | Exprimés             | 2 187        | 51,86        | 2 510       | 59,56       |        |  |
| * Liste du maire sortant |                   |                      |              |              |             |             |        |  |

### Douvres-la-Délivrande(Calvados)
- Maire sortant : Xavier Hooge (MRG)
- Maire élu ou réélu : Xavier Hooge (MRG)

- Contexte : Annulation du scrutin des 12 et 19 mars 1989 par le Conseil d'État.

|                            | Xavier Hooge * | MRG - DVG (UG) | 894   | 54,67  | 21 |  |  |  |
| Liste municipale de gauche |                |                | 894   | 54,67  | 21 |  |  |  |
|                            | André Solassol | DVD (UD)       | 741   | 45,32  | 6  |  |  |  |
| Douvres d'abord            |                |                | 741   | 45,32  | 6  |  |  |  |
|                            |                |                |       |        |    |  |  |  |
| Inscrits                   | Inscrits       | Inscrits       | 2 307 | 100,00 |    |  |  |  |
| Abstentions                | Abstentions    | Abstentions    | 615   | 26,65  |    |  |  |  |
| Votants                    | Votants        | Votants        | 1 692 | 73,35  |    |  |  |  |
| Blancs et nuls             | Blancs et nuls | Blancs et nuls | 57    | 2,47   |    |  |  |  |
| Exprimés                   | Exprimés       | Exprimés       | 1 635 | 70,87  |    |  |  |  |
| * Liste du maire sortant   |                |                |       |        |    |  |  |  |

### Dunkerque(Nord)
- Maire sortant : Michel Delebarre (PS)
- Maire élu ou réélu : Michel Delebarre (PS)

- Contexte : Annulation du scrutin des 12 et 19 mars 1989 par le Conseil d'État.

|                           | Michel Delebarre * | PS - PCF - MRG - LV - DVG (UG) | 18 548 | 52,58  | 38 |  |  |  |
| Dunkerque gagne           |                    |                                | 18 548 | 52,58  | 38 |  |  |  |
|                           | Claude Prouvoyeur  | CNI - RPR - CDS - PR (UD)      | 13 859 | 39,29  | 9  |  |  |  |
| Un maire dans notre ville |                    |                                | 13 859 | 39,29  | 9  |  |  |  |
|                           | Philippe Eymery    | FN                             | 2 865  | 8,12   | 2  |  |  |  |
| Les Dunkerquois d'abord   |                    |                                | 2 865  | 8,12   | 2  |  |  |  |
|                           |                    |                                |        |        |    |  |  |  |
| Inscrits                  | Inscrits           | Inscrits                       | 48 769 | 100,00 |    |  |  |  |
| Abstentions               | Abstentions        | Abstentions                    | 12 895 | 26,44  |    |  |  |  |
| Votants                   | Votants            | Votants                        | 35 874 | 73,56  |    |  |  |  |
| Blancs et nuls            | Blancs et nuls     | Blancs et nuls                 | 602    | 1,23   |    |  |  |  |
| Exprimés                  | Exprimés           | Exprimés                       | 35 272 | 72,32  |    |  |  |  |
| * Liste du maire sortant  |                    |                                |        |        |    |  |  |  |

### La Ferté-Saint-Aubin(Loiret)
- Maire sortante : Annick Courtat (RPR)
- Maire élue ou réélue : Annick Courtat (RPR)

- Contexte : Démission d'une majorité des membres du conseil municipal.

| Tête de liste                | Tête de liste         | Liste          | Premier tour | Premier tour | Second tour | Second tour | Sièges |  |
| Tête de liste                | Tête de liste         | Liste          | Voix         | %            | Voix        | %           | CM     |  |
| ---------------------------- | --------------------- | -------------- | ------------ | ------------ | ----------- | ----------- | ------ |  |
|                              | Annick Courtat *      | RPR - DVD (UD) | 1 341        | 46,59        | 1 526       | 50,83       | 23     |  |
|                              | Jean-Claude Groeninck | PS             | 890          | 30,92        | 871         | 29,01       | 4      |  |
|                              | Gaston Ramette        | DVD            | 350          | 12,16        | 279         | 9,29        | 1      |  |
|                              | Marc Brygnhole        | PCF            | 297          | 10,31        | 326         | 10,85       | 1      |  |
|                              |                       |                |              |              |             |             |        |  |
| Inscrits                     | Inscrits              | Inscrits       | 4 065        | 100,00       | 4 064       | 100,00      |        |  |
| Abstentions                  | Abstentions           | Abstentions    | 1 084        | 26,66        | 997         | 24,53       |        |  |
| Votants                      | Votants               | Votants        | 2 981        | 73,34        | 3 067       | 75,47       |        |  |
| Blancs et nuls               | Blancs et nuls        | Blancs et nuls | 103          | 2,53         | 65          | 1,60        |        |  |
| Exprimés                     | Exprimés              | Exprimés       | 2 878        | 70,80        | 3 002       | 73,87       |        |  |
| * Liste de la maire sortante |                       |                |              |              |             |             |        |  |

### Fleurance(Gers)
- Maire sortant : Claude Gallardo (DVG)
- Maire élu ou réélu : Claude Gallardo (DVG)

- Contexte : Annulation du scrutin du 12 mars 1989.

### Grand-Couronne(Seine-Maritime)
- Maire sortant : Bernard Frau (PS)
- Maire élu ou réélu : Bernard Frau (PS)

- Contexte : Annulation du scrutin des 12 et 19 mars 1989 par le Conseil d'État.

|                          | Bernard Frau * | PS - DVG             | 2 947 | 62,52  | 24 |  |  |  |
|                          | Jean Salen     | PCF - PS diss. - ECO | 1 766 | 37,47  | 5  |  |  |  |
|                          |                |                      |       |        |    |  |  |  |
| Inscrits                 | Inscrits       | Inscrits             | 6 334 | 100,00 |    |  |  |  |
| Abstentions              | Abstentions    | Abstentions          | 1 486 | 23,46  |    |  |  |  |
| Votants                  | Votants        | Votants              | 4 848 | 76,54  |    |  |  |  |
| Blancs et nuls           | Blancs et nuls | Blancs et nuls       | 135   | 2,13   |    |  |  |  |
| Exprimés                 | Exprimés       | Exprimés             | 4 713 | 74,41  |    |  |  |  |
| * Liste du maire sortant |                |                      |       |        |    |  |  |  |

### Granville(Manche)
- Maire sortant : Jean-Claude Lécossais (RPR)
- Maire élu ou réélu : Bernard Beck (UDF)

- Contexte : Démission du maire et de seize conseillers municipaux.

| Tête de liste                                  | Tête de liste           | Liste                  | Premier tour | Premier tour | Second tour | Second tour | Sièges |  |
| Tête de liste                                  | Tête de liste           | Liste                  | Voix         | %            | Voix        | %           | CM     |  |
| ---------------------------------------------- | ----------------------- | ---------------------- | ------------ | ------------ | ----------- | ----------- | ------ |  |
|                                                | Bernard Beck            | UDF app. (UDF-RPR-DVD) | 1 529        | 33,13        | 1 931       | 38,02       | 23     |  |
| Des Granvillais pour Granville                 |                         |                        | 1 529        | 33,13        | 1 931       | 38,02       | 23     |  |
|                                                | Jean-Claude Lécossais * | RPR app. (DVD)         | 1 251        | 27,11        | 1 460       | 28,75       | 5      |  |
| Ensemble pour la vie de Granville              |                         |                        | 1 251        | 27,11        | 1 460       | 28,75       | 5      |  |
|                                                | Jean Leguélinel         | PS-PCF (UG)            | 1 080        | 23,40        | 1 240       | 24,41       | 4      |  |
| Rassemblement à gauche de tous les Granvillais |                         |                        | 1 080        | 23,40        | 1 240       | 24,41       | 4      |  |
|                                                | Rémy Derubay            | DVG (ex-PS)            | 755          | 16,36        | 447         | 8,80        | 1      |  |
| Granville d'abord                              |                         |                        | 755          | 16,36        | 447         | 8,80        | 1      |  |
|                                                |                         |                        |              |              |             |             |        |  |
| Inscrits                                       | Inscrits                | Inscrits               | 8 561        | 100,00       | 8 561       | 100,00      |        |  |
| Abstentions                                    | Abstentions             | Abstentions            | 3 785        | 44,21        | 3 374       | 39,41       |        |  |
| Votants                                        | Votants                 | Votants                | 4 776        | 55,79        | 5 187       | 60,58       |        |  |
| Blancs et nuls                                 | Blancs et nuls          | Blancs et nuls         | 161          | 3,37         | 109         | 2,10        |        |  |
| Exprimés                                       | Exprimés                | Exprimés               | 4 615        | 96,63        | 5 078       | 97,90       |        |  |
| * Liste du maire sortant                       |                         |                        |              |              |             |             |        |  |

### Grosseto-Prugna(Corse-du-Sud)
- Maire sortant : Charles-Antoine Grossetti (UDF-PR)
- Maire élu ou réélu : José Rossi (UDF-PR)

- Contexte : Assassinat du maire sortant[23].

|                | José Rossi           | UDF-PR         | 589   | 59,31  | 19 |  |  |  |
|                | Jean-Noël Fattacioli | SE             | 307   | 30,91  | 0  |  |  |  |
|                | Antoine Bozzi        | SE             | 97    | 9,76   | 0  |  |  |  |
|                |                      |                |       |        |    |  |  |  |
| Inscrits       | Inscrits             | Inscrits       | 1 289 | 100,00 |    |  |  |  |
| Abstentions    | Abstentions          | Abstentions    | 280   | 21,72  |    |  |  |  |
| Votants        | Votants              | Votants        | 1 009 | 78,28  |    |  |  |  |
| Blancs et nuls | Blancs et nuls       | Blancs et nuls | 16    | 1,59   |    |  |  |  |
| Exprimés       | Exprimés             | Exprimés       | 993   | 98,41  |    |  |  |  |

### Lodève(Hérault)
- Maire sortant : Daniel Mallet (DVD)
- Maire élu ou réélu : Daniel Mallet (DVD)

- Contexte : Annulation du scrutin des 12 et 19 mars 1989 par le tribunal administratif de Montpellier et confirmée par le Conseil d'État.

| Tête de liste            | Tête de liste        | Liste           | Premier tour | Premier tour | Second tour | Second tour | Sièges |  |
| Tête de liste            | Tête de liste        | Liste           | Voix         | %            | Voix        | %           | CM     |  |
| ------------------------ | -------------------- | --------------- | ------------ | ------------ | ----------- | ----------- | ------ |  |
|                          | Daniel Mallet *      | DVD - UDF (UD)  | 1 765        | 45,08        | 2 140       | 50,27       | 22     |  |
|                          | Geneviève Siébénaler | PS (Maj. prés.) | 1 492        | 38,20        | 2 117       | 49,72       | 7      |  |
|                          | Jean-Louis Miquel    | PCF             | 285          | 7,27         | 2 117       | 49,72       | 7      |  |
|                          | Louis Pascal         | FN              | 373          | 9,52         |             |             |        |  |
|                          |                      |                 |              |              |             |             |        |  |
| Inscrits                 | Inscrits             | Inscrits        | 5 395        | 100,00       | 5 395       | 100,00      |        |  |
| Abstentions              | Abstentions          | Abstentions     | 1 382        | 25,61        | 987         | 18,29       |        |  |
| Votants                  | Votants              | Votants         | 4 013        | 74,39        | 4 408       | 81,71       |        |  |
| Blancs et nuls           | Blancs et nuls       | Blancs et nuls  | 98           | 1,81         | 151         | 2,80        |        |  |
| Exprimés                 | Exprimés             | Exprimés        | 3 915        | 72,56        | 4 257       | 78,90       |        |  |
| * Liste du maire sortant |                      |                 |              |              |             |             |        |  |

### Le Luc(Var)
- Maire sortant : Jean-Louis Dieux (PS)
- Maire élu ou réélu : Norbert La Rosa (RPR)

- Contexte : Annulation du scrutin des 12 et 19 mars 1989 par le Conseil d'État.

| Tête de liste            | Tête de liste      | Liste                | Premier tour | Premier tour | Second tour | Second tour | Sièges |  |
| Tête de liste            | Tête de liste      | Liste                | Voix         | %            | Voix        | %           | CM     |  |
| ------------------------ | ------------------ | -------------------- | ------------ | ------------ | ----------- | ----------- | ------ |  |
|                          | Jean-Louis Dieux * | PS - PCF - DVG (UG)  | 1 677        | 46,44        | 1 886       | 49,71       | 7      |  |
|                          | Norbert La Rosa    | RPR - UDF - DVD (UD) | 1 443        | 39,96        | 1 908       | 50,28       | 22     |  |
|                          | Sylviane Ventolini | FN                   | 491          | 13,59        | 1 908       | 50,28       | 22     |  |
|                          |                    |                      |              |              |             |             |        |  |
| Inscrits                 | Inscrits           | Inscrits             | 4 538        | 100,00       | 4 538       | 100,00      |        |  |
| Abstentions              | Abstentions        | Abstentions          | 841          | 18,53        | 645         | 14,21       |        |  |
| Votants                  | Votants            | Votants              | 3 697        | 81,47        | 3 893       | 85,79       |        |  |
| Blancs et nuls           | Blancs et nuls     | Blancs et nuls       | 86           | 1,89         | 99          | 2,18        |        |  |
| Exprimés                 | Exprimés           | Exprimés             | 3 611        | 79,57        | 3 794       | 83,60       |        |  |
| * Liste du maire sortant |                    |                      |              |              |             |             |        |  |

### Meulan(Yvelines)
- Maire sortante : Marie-Thérèse Pirolli (DVD, UDF app.)
- Maire élue ou réélue : Marie-Thérèse Pirolli (DVD, UDF app.)

- Contexte : Annulation du scrutin des 12 et 19 mars 1989 par le tribunal administratif de Versailles et confirmée par le Conseil d'État.

|                              | Marie-Thérèse Pirolli * | DVD (UD)       | 1 593 | 52,33  | 22 |  |  |  |
|                              | Guy Poirier             | PS (UG)        | 1 451 | 47,66  | 7  |  |  |  |
|                              |                         |                |       |        |    |  |  |  |
| Inscrits                     | Inscrits                | Inscrits       | 4 523 | 100,00 |    |  |  |  |
| Abstentions                  | Abstentions             | Abstentions    | 1 334 | 29,49  |    |  |  |  |
| Votants                      | Votants                 | Votants        | 3 189 | 70,51  |    |  |  |  |
| Blancs et nuls               | Blancs et nuls          | Blancs et nuls | 145   | 3,20   |    |  |  |  |
| Exprimés                     | Exprimés                | Exprimés       | 3 044 | 67,30  |    |  |  |  |
| * Liste de la maire sortante |                         |                |       |        |    |  |  |  |

### Montereau-Faut-Yonne(Seine-et-Marne)
- Maire sortant : Alain Drèze (PS)
- Maire élu ou réélu : Alain Drèze (PS)

- Contexte : Annulation du scrutin des 12 et 19 mars 1989 par le Conseil d'État.

| Tête de liste            | Tête de liste  | Liste           | Premier tour | Premier tour | Second tour | Second tour | Sièges |  |
| Tête de liste            | Tête de liste  | Liste           | Voix         | %            | Voix        | %           | CM     |  |
| ------------------------ | -------------- | --------------- | ------------ | ------------ | ----------- | ----------- | ------ |  |
|                          | Alain Drèze *  | PS - PCF (UG)   | 2 530        | 45,88        | 2 820       | 50,57       | 26     |  |
|                          | Gisèle Ballot  | DVD (sout. RPR) | 1 690        | 30,64        | 2 176       | 39,02       | 6      |  |
|                          | Georges Murith | FN              | 855          | 15,50        | 580         | 10,40       | 1      |  |
|                          | Chantal Jamet  | UDF - DVD       | 439          | 7,96         |             |             |        |  |
|                          |                |                 |              |              |             |             |        |  |
| Inscrits                 | Inscrits       | Inscrits        | 8 457        | 100,00       | 8 457       | 100,00      |        |  |
| Abstentions              | Abstentions    | Abstentions     | 2 826        | 33,41        | 2 775       | 32,81       |        |  |
| Votants                  | Votants        | Votants         | 5 631        | 66,59        | 5 682       | 67,19       |        |  |
| Blancs et nuls           | Blancs et nuls | Blancs et nuls  | 117          | 1,38         | 106         | 1,25        |        |  |
| Exprimés                 | Exprimés       | Exprimés        | 5 514        | 65,20        | 5 576       | 65,93       |        |  |
| * Liste du maire sortant |                |                 |              |              |             |             |        |  |

### Ollioules(Var)
- Maire sortant : René Arnoux (UDF-CDS)
- Maire élu ou réélu : René Arnoux (UDF-CDS)

- Contexte : Annulation du scrutin des 12 et 19 mars 1989 par le tribunal administratif de Nice[30].

| Tête de liste            | Tête de liste     | Liste                | Premier tour | Premier tour | Second tour | Second tour | Sièges |  |
| Tête de liste            | Tête de liste     | Liste                | Voix         | %            | Voix        | %           | CM     |  |
| ------------------------ | ----------------- | -------------------- | ------------ | ------------ | ----------- | ----------- | ------ |  |
|                          | René Arnoux *     | UDF - RPR - DVD (UD) | 2 349        | 49,19        | 2 783       | 59,41       | 27     |  |
|                          | Guy Durbec        | PS - DVG             | 1 354        | 28,35        | 1 901       | 40,58       | 6      |  |
|                          | Pierre Colin      | FN                   | 391          | 8,18         |             |             |        |  |
|                          | Serge Callenes    | LV - POC             | 391          | 8,18         |             |             |        |  |
|                          | Lucien Miragliese | PCF                  | 290          | 6,07         |             |             |        |  |
|                          |                   |                      |              |              |             |             |        |  |
| Inscrits                 | Inscrits          | Inscrits             | 6 969        | 100,00       | 6 969       | 100,00      |        |  |
| Abstentions              | Abstentions       | Abstentions          | 2 141        | 30,72        | 2 090       | 29,98       |        |  |
| Votants                  | Votants           | Votants              | 4 828        | 69,28        | 4 879       | 70,02       |        |  |
| Blancs et nuls           | Blancs et nuls    | Blancs et nuls       | 53           | 1,10         | 195         | 4,00        |        |  |
| Exprimés                 | Exprimés          | Exprimés             | 4 775        | 98,90        | 4 684       | 96,00       |        |  |
| * Liste du maire sortant |                   |                      |              |              |             |             |        |  |

### Oullins(Rhône)
- Maire sortant : Roland Bernard (PS)
- Maire élu ou réélu : Michel Terrot (RPR)

- Contexte : Annulation du scrutin des 12 et 19 mars 1989 par le tribunal administratif de Lyon et confirmée par le Conseil d'État.

| Tête de liste            | Tête de liste    | Liste                  | Premier tour | Premier tour | Second tour | Second tour | Sièges |  |
| Tête de liste            | Tête de liste    | Liste                  | Voix         | %            | Voix        | %           | CM     |  |
| ------------------------ | ---------------- | ---------------------- | ------------ | ------------ | ----------- | ----------- | ------ |  |
|                          | Roland Bernard * | PS - PCF - DVG (UG)    | 3 854        | 43,17        | 4 987       | 49,82       | 8      |  |
|                          | Michel Terrot    | RPR - UDF - DVD (UD)   | 3 802        | 42,59        | 5 023       | 50,17       | 27     |  |
|                          | Gérard Durieu    | FN                     | 637          | 7,13         |             |             |        |  |
|                          | Michel Jouard    | ECO (Oullins Écologie) | 633          | 7,09         |             |             |        |  |
|                          |                  |                        |              |              |             |             |        |  |
| Inscrits                 | Inscrits         | Inscrits               | 16 966       | 100,00       | 16 966      | 100,00      |        |  |
| Abstentions              | Abstentions      | Abstentions            | 7 924        | 46,70        | 6 702       | 39,50       |        |  |
| Votants                  | Votants          | Votants                | 9 042        | 53,30        | 10 264      | 60,50       |        |  |
| Blancs et nuls           | Blancs et nuls   | Blancs et nuls         | 116          | 0,68         | 254         | 1,49        |        |  |
| Exprimés                 | Exprimés         | Exprimés               | 8 926        | 52,61        | 10 010      | 59,00       |        |  |
| * Liste du maire sortant |                  |                        |              |              |             |             |        |  |

### Ouvéa(Nouvelle-Calédonie)
- Maire sortant : Cyriaque Alosio (FLNKS-UC)
- Maire élu ou réélu : Cyriaque Alosio (FLNKS-UC)

- Contexte : Annulation du scrutin des 12 et 19 mars 1989.

| Tête de liste            | Tête de liste     | Liste               | Premier tour | Premier tour | Second tour | Second tour | Sièges |  |
| Tête de liste            | Tête de liste     | Liste               | Voix         | %            | Voix        | %           | CM     |  |
| ------------------------ | ----------------- | ------------------- | ------------ | ------------ | ----------- | ----------- | ------ |  |
|                          | Cyriaque Alosio * | FLNKS (UC - Palika) | 785          | 44,78        | 858         | 45,35       | 20     |  |
|                          | Simon Loueckhote  | RPCR                | 520          | 29,66        | 589         | 31,13       | 4      |  |
|                          | Malachy Capouin   | FANC (LKS - FULK)   | 448          | 25,55        | 445         | 23,52       | 3      |  |
|                          |                   |                     |              |              |             |             |        |  |
| Inscrits                 | Inscrits          | Inscrits            | 2 439        | 100,00       | 2 439       | 100,00      |        |  |
| Abstentions              | Abstentions       | Abstentions         | 679          | 27,83        | 542         | 22,21       |        |  |
| Votants                  | Votants           | Votants             | 1 760        | 72,17        | 1 897       | 77,79       |        |  |
| Blancs et nuls           | Blancs et nuls    | Blancs et nuls      | 7            | 0,28         | 5           | 0,20        |        |  |
| Exprimés                 | Exprimés          | Exprimés            | 1 753        | 71,87        | 1 892       | 77,57       |        |  |
| * Liste du maire sortant |                   |                     |              |              |             |             |        |  |

Le 24 avril 1990, cette élection municipale partielle est annulée par le tribunal administratif de Nouméa en raison d'irrégularités sur les procurations.

### Pantin(Seine-Saint-Denis)
- Maire sortant : Jacques Isabet (PCF)
- Maire élu ou réélu : Jacques Isabet (PCF)

- Contexte : Annulation du scrutin des 12 et 19 mars 1989 par le Conseil d'État.

| Tête de liste            | Tête de liste       | Liste                     | Premier tour | Premier tour | Second tour | Second tour | Sièges |  |
| Tête de liste            | Tête de liste       | Liste                     | Voix         | %            | Voix        | %           | CM     |  |
| ------------------------ | ------------------- | ------------------------- | ------------ | ------------ | ----------- | ----------- | ------ |  |
|                          | Jacques Isabet *    | PCF - PS - MRG - DVG (UG) | 5 385        | 47,03        | 5 830       | 52,20       | 33     |  |
|                          | Jacques Oudot       | RPR - UDF - Rad. (UD)     | 3 271        | 28,56        | 3 570       | 31,96       | 7      |  |
|                          | André Besnard       | FN                        | 1 962        | 17,13        | 1 767       | 15,82       | 3      |  |
|                          | Maurice Krasnobroda | LV                        | 832          | 7,26         |             |             |        |  |
|                          |                     |                           |              |              |             |             |        |  |
| Inscrits                 | Inscrits            | Inscrits                  | 23 053       | 100,00       | 23 048      | 100,00      |        |  |
| Abstentions              | Abstentions         | Abstentions               | 11 478       | 49,78        | 11 687      | 50,70       |        |  |
| Votants                  | Votants             | Votants                   | 11 575       | 50,22        | 11 361      | 49,30       |        |  |
| Blancs et nuls           | Blancs et nuls      | Blancs et nuls            | 125          | 1,08         | 194         | 1,71        |        |  |
| Exprimés                 | Exprimés            | Exprimés                  | 11 450       | 98,92        | 11 167      | 98,29       |        |  |
| * Liste du maire sortant |                     |                           |              |              |             |             |        |  |

### Romans-sur-Isère(Drôme)
- Maire sortant : Étienne-Jean Lapassat (PS)
- Maire élu ou réélu : Étienne-Jean Lapassat (PS)

- Contexte : Annulation du scrutin du 12 mars 1989 par le Conseil d'État.

| Tête de liste            | Tête de liste           | Liste                          | Premier tour | Premier tour | Second tour | Second tour | Sièges |  |
| Tête de liste            | Tête de liste           | Liste                          | Voix         | %            | Voix        | %           | CM     |  |
| ------------------------ | ----------------------- | ------------------------------ | ------------ | ------------ | ----------- | ----------- | ------ |  |
|                          | Étienne-Jean Lapassat * | PS - PCF - MRG - LV - DVG (UG) | 5 551        | 46,80        | 6 150       | 49,87       | 30     |  |
|                          | Georges Durand          | UDF - RPR - DVD (UD)           | 4 380        | 36,93        | 4 588       | 37,21       | 7      |  |
|                          | Bernard Pinet           | FN                             | 1 928        | 16,25        | 1 592       | 12,91       | 2      |  |
|                          |                         |                                |              |              |             |             |        |  |
| Inscrits                 | Inscrits                | Inscrits                       | 19 630       | 100,00       | 19 630      | 100,00      |        |  |
| Abstentions              | Abstentions             | Abstentions                    | 7 475        | 38,07        | 7 075       | 36,04       |        |  |
| Votants                  | Votants                 | Votants                        | 12 155       | 61,93        | 12 555      | 63,96       |        |  |
| Blancs et nuls           | Blancs et nuls          | Blancs et nuls                 | 296          | 1,51         | 225         | 1,14        |        |  |
| Exprimés                 | Exprimés                | Exprimés                       | 11 859       | 60,41        | 12 330      | 62,81       |        |  |
| * Liste du maire sortant |                         |                                |              |              |             |             |        |  |

Étienne-Jean Lapassat meurt le 16 juin 1990 et Henri Bertholet lui succède le 3 juillet de la même année.

### Saint-Berthevin(Mayenne)
- Maire sortant : Bernard Le Godais (UDF-PR)
- Maire élu ou réélu : Michel Sorin (PS)

- Contexte : Démission d'une partie du conseil municipal en désaccord avec le maire sortant.

| Tête de liste                      | Tête de liste       | Liste               | Premier tour | Premier tour | Second tour | Second tour | Sièges |  |
| Tête de liste                      | Tête de liste       | Liste               | Voix         | %            | Voix        | %           | CM     |  |
| ---------------------------------- | ------------------- | ------------------- | ------------ | ------------ | ----------- | ----------- | ------ |  |
|                                    | Michel Sorin        | PS-GRAM (Maj.prés.) | 1 212        | 39,02        | 1 627       | 53,91       | 23     |  |
| Clarté et efficacité               |                     |                     | 1 212        | 39,02        | 1 627       | 53,91       | 23     |  |
|                                    | Clément Trocherie   | RPR diss.           | 937          | 30,17        | 1 391       | 46,09       | 6      |  |
| Avenir, unité, transparence        |                     |                     | 937          | 30,17        | 1 391       | 46,09       | 6      |  |
|                                    | Jean-Jacques Perrin | RPR - DVD           | 819          | 26,37        | 1 391       | 46,09       | 6      |  |
| Dynamisme et expérience            |                     |                     | 819          | 26,37        | 1 391       | 46,09       | 6      |  |
|                                    | Jean-Marie Lunel    | PCF                 | 138          | 4,44         |             |             |        |  |
| Rassemblement des forces de gauche |                     |                     | 138          | 4,44         |             |             |        |  |
|                                    |                     |                     |              |              |             |             |        |  |
| Inscrits                           | Inscrits            | Inscrits            | 4 554        | 100,00       | 4 554       | 100,00      |        |  |
| Abstentions                        | Abstentions         | Abstentions         | 1 350        | 29,64        | 1 378       | 30,25       |        |  |
| Votants                            | Votants             | Votants             | 3 204        | 70,36        | 3 176       | 69,75       |        |  |
| Blancs et nuls                     | Blancs et nuls      | Blancs et nuls      | 98           | 3,06         | 158         | 4,97        |        |  |
| Exprimés                           | Exprimés            | Exprimés            | 3 106        | 96,94        | 3 018       | 95,02       |        |  |

### Saint-Georges-de-Didonne(Charente-Maritime)
- Maire sortant : Dominique Bussereau (UDF-PR)
- Maire élu ou réélu : Dominique Bussereau (UDF-PR)

- Contexte : Annulation du scrutin des 12 et 19 mars 1989 par le tribunal administratif de Poitiers et confirmée par le Conseil d'État.

| Tête de liste            | Tête de liste         | Liste           | Premier tour | Premier tour | Second tour | Second tour | Sièges |  |
| Tête de liste            | Tête de liste         | Liste           | Voix         | %            | Voix        | %           | CM     |  |
| ------------------------ | --------------------- | --------------- | ------------ | ------------ | ----------- | ----------- | ------ |  |
|                          | Dominique Bussereau * | UDF - RPR - DVD | 996          | 42,29        | 1 144       | 46,24       | 20     |  |
|                          | Émile Lardennois      | RPR - DVD       | 910          | 38,64        | 1 026       | 41,47       | 6      |  |
|                          | Bernard Rossignol     | PS - PCF (UG)   | 449          | 19,06        | 304         | 12,28       | 1      |  |
|                          |                       |                 |              |              |             |             |        |  |
| Inscrits                 | Inscrits              | Inscrits        | 3 796        | 100,00       | 3 795       | 100,00      |        |  |
| Abstentions              | Abstentions           | Abstentions     | 1 379        | 36,32        | 1 281       | 33,75       |        |  |
| Votants                  | Votants               | Votants         | 2 417        | 63,68        | 2 514       | 66,25       |        |  |
| Blancs et nuls           | Blancs et nuls        | Blancs et nuls  | 67           | 1,76         | 40          | 1,05        |        |  |
| Exprimés                 | Exprimés              | Exprimés        | 2 350        | 61,91        | 2 474       | 65,19       |        |  |
| * Liste du maire sortant |                       |                 |              |              |             |             |        |  |

### Saint-Victoret(Bouches-du-Rhône)
- Maire sortant : André Daudet (PS)
- Maire élu ou réélu : André Daudet (PS)

- Contexte : Annulation du scrutin du 12 mars 1989 par le Conseil d'État.

| Tête de liste            | Tête de liste      | Liste          | Premier tour | Premier tour | Second tour | Second tour | Sièges |  |
| Tête de liste            | Tête de liste      | Liste          | Voix         | %            | Voix        | %           | CM     |  |
| ------------------------ | ------------------ | -------------- | ------------ | ------------ | ----------- | ----------- | ------ |  |
|                          | Jean-Claude Gaudin | DVD (ULP)      | 960          | 43,50        |             |             |        |  |
|                          | André Daudet *     | PS (UG)        | 934          | 42,32        | -           | -           | -      |  |
|                          | René Serrat        | FN             | 313          | 14,19        |             |             |        |  |
|                          |                    |                |              |              |             |             |        |  |
| Inscrits                 | Inscrits           | Inscrits       | 3 421        | 100,00       |             | 100,00      |        |  |
| Abstentions              | Abstentions        | Abstentions    | 1 158        | 33,85        |             |             |        |  |
| Votants                  | Votants            | Votants        | 2 263        | 66,15        |             |             |        |  |
| Blancs et nuls           | Blancs et nuls     | Blancs et nuls | 56           | 1,64         |             |             |        |  |
| Exprimés                 | Exprimés           | Exprimés       | 2 207        | 64,51        |             |             |        |  |
| * Liste du maire sortant |                    |                |              |              |             |             |        |  |

### Sainte-Luce(Martinique)
- Maire sortant : Jean Maran (UDF-PSD)
- Maire élu ou réélu : Louis Crusol (PPM)

- Contexte : Annulation du scrutin du 12 mars 1989 par le Conseil d'État.

| Tête de liste            | Tête de liste  | Liste          | Premier tour | Premier tour | Second tour | Second tour | Sièges |  |
| Tête de liste            | Tête de liste  | Liste          | Voix         | %            | Voix        | %           | CM     |  |
| ------------------------ | -------------- | -------------- | ------------ | ------------ | ----------- | ----------- | ------ |  |
|                          | Louis Crusol   | PPM-FSM-DVG    | 1 574        | 50,00        | 1 814       | 53,38       | -      |  |
|                          | Jean Maran *   | UDF            | 1 522        | 48,34        | 1 584       | 46,61       |        |  |
|                          | Louis Sydney   | EXG            | 52           | 1,65         |             |             |        |  |
|                          |                |                |              |              |             |             |        |  |
| Inscrits                 | Inscrits       | Inscrits       | 4 027        | 100,00       | 4 027       | 100,00      |        |  |
| Abstentions              | Abstentions    | Abstentions    | 819          | 20,34        | 585         | 14,53       |        |  |
| Votants                  | Votants        | Votants        | 3 208        | 79,66        | 3 442       | 85,47       |        |  |
| Blancs et nuls           | Blancs et nuls | Blancs et nuls | 60           | 1,49         | 44          | 1,09        |        |  |
| Exprimés                 | Exprimés       | Exprimés       | 3 148        | 78,17        | 3 398       | 84,38       |        |  |
| * Liste du maire sortant |                |                |              |              |             |             |        |  |

### Sainte-Marie(La Réunion)
- Maire sortant : Axel Kichenin (MPR)
- Maire élu ou réélu : Jean-Louis Lagourgue (DVD)

- Contexte : Annulation du scrutin des 12 et 19 mars 1989 par le Conseil d'État.

| Tête de liste            | Tête de liste        | Liste          | Premier tour | Premier tour | Second tour | Second tour | Sièges  |  |
| Tête de liste            | Tête de liste        | Liste          | Voix         | %            | Voix        | %           | CM      |  |
| ------------------------ | -------------------- | -------------- | ------------ | ------------ | ----------- | ----------- | ------- |  |
|                          | Jean-Louis Lagourgue | DVD            | 4 232        | 49,96        | 4 858       | 56,40       | 27      |  |
|                          | Axel Kichenin *      | MPR - PS - PCR | 3 234        | 38,18        | Retrait     | Retrait     | Retrait |  |
|                          | Daniel Jacob         | DVD            | 1 005        | 11,86        | 3 754       | 43,59       | 6       |  |
|                          |                      |                |              |              |             |             |         |  |
| Inscrits                 | Inscrits             | Inscrits       | 11 149       | 100,00       | 11 127      | 100,00      |         |  |
| Abstentions              | Abstentions          | Abstentions    | 2 583        | 23,16        | 2 409       | 21,65       |         |  |
| Votants                  | Votants              | Votants        | 8 566        | 76,84        | 8 718       | 78,35       |         |  |
| Blancs et nuls           | Blancs et nuls       | Blancs et nuls | 96           | 0,86         | 106         | 0,95        |         |  |
| Exprimés                 | Exprimés             | Exprimés       | 8 470        | 75,97        | 8 612       | 77,39       |         |  |
| * Liste du maire sortant |                      |                |              |              |             |             |         |  |

### Sainte-Suzanne(La Réunion)
- Maire sortant : Lucet Langenier (PCR)
- Maire élu ou réélu : Lucet Langenier (PCR)

- Contexte : Annulation du scrutin partiel du 9 avril 1989, organisé après la démission de 20 conseillers municipaux élus le 12 mars précédent, par le Conseil d'État.

|                          | Lucet Langenier *       | PCR            | 3 650 | 51,13  | 26 |  |  |  |
|                          | Axel Boucher            | DVD (UD)       | 3 105 | 43,49  | 6  |  |  |  |
|                          | Julien Carpaye Tailamée | DVG            | 373   | 5,22   | 1  |  |  |  |
|                          |                         |                |       |        |    |  |  |  |
| Inscrits                 | Inscrits                | Inscrits       | 8 678 | 100,00 |    |  |  |  |
| Abstentions              | Abstentions             | Abstentions    | 1 443 | 16,63  |    |  |  |  |
| Votants                  | Votants                 | Votants        | 7 235 | 83,37  |    |  |  |  |
| Blancs et nuls           | Blancs et nuls          | Blancs et nuls | 97    | 1,12   |    |  |  |  |
| Exprimés                 | Exprimés                | Exprimés       | 7 138 | 82,25  |    |  |  |  |
| * Liste du maire sortant |                         |                |       |        |    |  |  |  |

### Sarcelles(Val-d'Oise)
- Maire sortant : Raymond Lamontagne (RPR)
- Maire élu ou réélu : Raymond Lamontagne[44] (RPR)

- Contexte : Annulation du scrutin des 12 et 19 mars 1989 par le Conseil d'État.

| Tête de liste            | Tête de liste          | Liste                | Premier tour | Premier tour | Second tour | Second tour | Sièges |  |
| Tête de liste            | Tête de liste          | Liste                | Voix         | %            | Voix        | %           | CM     |  |
| ------------------------ | ---------------------- | -------------------- | ------------ | ------------ | ----------- | ----------- | ------ |  |
|                          | Raymond Lamontagne *   | RPR - UDF - DVD (UD) | 5 365        | 38,06        | 7 293       | 46,19       | 33     |  |
|                          | Dominique Strauss-Kahn | PS - PCF (UG)        | 5 316        | 37,71        | 7 017       | 44,45       | 10     |  |
|                          | Jean Germenot          | FN                   | 1 909        | 13,54        | 1 476       | 9,35        | 2      |  |
|                          | Pascal Boucot          | LV                   | 720          | 5,10         |             |             |        |  |
|                          | Jean-Pierre Urviez     | DVD (CDS diss.)      | 341          | 2,41         |             |             |        |  |
|                          | Jean Darrigues         | EXD                  | 260          | 1,84         |             |             |        |  |
|                          | Guy Gioubiy            | EXG                  | 183          | 1,29         |             |             |        |  |
|                          |                        |                      |              |              |             |             |        |  |
| Inscrits                 | Inscrits               | Inscrits             | 26 717       | 100,00       | 26 718      | 100,00      |        |  |
| Abstentions              | Abstentions            | Abstentions          | 12 405       | 46,43        | 10 679      | 39,96       |        |  |
| Votants                  | Votants                | Votants              | 14 312       | 53,57        | 16 039      | 60,04       |        |  |
| Blancs et nuls           | Blancs et nuls         | Blancs et nuls       | 218          | 0,81         | 253         | 0,95        |        |  |
| Exprimés                 | Exprimés               | Exprimés             | 14 094       | 52,75        | 15 786      | 59,08       |        |  |
| * Liste du maire sortant |                        |                      |              |              |             |             |        |  |

### Sézanne(Marne)
- Maire sortante : Monique Fontaine (PS)
- Maire élu ou réélu : Philippe Bonnotte (PS app.)

- Contexte : Démission de la maire sortante et de la majorité du conseil municipal.

| Tête de liste                | Tête de liste      | Liste          | Premier tour | Premier tour | Second tour | Second tour | Sièges |  |
| Tête de liste                | Tête de liste      | Liste          | Voix         | %            | Voix        | %           | CM     |  |
| ---------------------------- | ------------------ | -------------- | ------------ | ------------ | ----------- | ----------- | ------ |  |
|                              | Philippe Bonnotte  | PS app.        | 1 080        | 49,41        | 1 325       | 56,67       | 23     |  |
|                              | Claude Gobillard   | RPR            | 663          | 30,33        | 1 013       | 43,32       | 6      |  |
|                              | Monique Fontaine * | PS             | 270          | 12,35        |             |             |        |  |
|                              | Maurice Dugay      | SE             | 173          | 7,91         |             |             |        |  |
|                              |                    |                |              |              |             |             |        |  |
| Inscrits                     | Inscrits           | Inscrits       | 3 717        | 100,00       | 3 718       | 100,00      |        |  |
| Abstentions                  | Abstentions        | Abstentions    | 1 434        | 38,57        | 1 248       | 33,56       |        |  |
| Votants                      | Votants            | Votants        | 2 283        | 61,43        | 2 470       | 66,44       |        |  |
| Blancs et nuls               | Blancs et nuls     | Blancs et nuls | 97           | 2,61         | 132         | 3,55        |        |  |
| Exprimés                     | Exprimés           | Exprimés       | 2 186        | 58,81        | 2 338       | 62,88       |        |  |
| * Liste de la maire sortante |                    |                |              |              |             |             |        |  |

### Thourotte(Oise)
- Maire sortant : Patrice Carvalho (PCF)
- Maire élu ou réélu : Patrice Carvalho (PCF)

- Contexte : Annulation du scrutin des 12 et 19 mars 1989 par le tribunal administratif d'Amiens et confirmée par le Conseil d'État.

|                          | Patrice Carvalho * | PCF - PS (UG)  | 1 516 | 64,92  | 24 |  |  |  |
|                          | Henri Maillard     | PS diss.       | 819   | 35,07  | 5  |  |  |  |
|                          |                    |                |       |        |    |  |  |  |
| Inscrits                 | Inscrits           | Inscrits       | 3 242 | 100,00 |    |  |  |  |
| Abstentions              | Abstentions        | Abstentions    | 824   | 25,41  |    |  |  |  |
| Votants                  | Votants            | Votants        | 2 418 | 74,59  |    |  |  |  |
| Blancs et nuls           | Blancs et nuls     | Blancs et nuls | 83    | 2,56   |    |  |  |  |
| Exprimés                 | Exprimés           | Exprimés       | 2 335 | 72,02  |    |  |  |  |
| * Liste du maire sortant |                    |                |       |        |    |  |  |  |

### Vierzon(Cher)
- Maire sortant : Jean Rousseau (PS diss.)
- Maire élu ou réélu : Jean Rousseau (PS diss.)

- Contexte : Démission collective du conseil municipal à la suite de l'élection comme maire (contestée par le PS, qui l'a mis en congé de parti) du socialiste Jean Rousseau le 21 mai 1990.

| Tête de liste            | Tête de liste    | Liste                     | Premier tour | Premier tour | Second tour | Second tour | Sièges |  |
| Tête de liste            | Tête de liste    | Liste                     | Voix         | %            | Voix        | %           | CM     |  |
| ------------------------ | ---------------- | ------------------------- | ------------ | ------------ | ----------- | ----------- | ------ |  |
|                          | Jean Rousseau *  | PS diss. - DVG - DVD - SE | 7 003        | 49,89        | 8 598       | 60,43       | 32     |  |
|                          | Roger Coulon     | PCF - PS - DVG (UG)       | 5 129        | 36,54        | 5 630       | 39,56       | 7      |  |
|                          | François Scheid  | FN                        | 913          | 6,50         |             |             |        |  |
|                          | Patrick Salle    | ECO                       | 693          | 4,93         |             |             |        |  |
|                          | Abdelkrim Sadani | LO                        | 297          | 2,11         |             |             |        |  |
|                          |                  |                           |              |              |             |             |        |  |
| Inscrits                 | Inscrits         | Inscrits                  | 21 251       | 100,00       | 21 242      | 100,00      |        |  |
| Abstentions              | Abstentions      | Abstentions               | 6 890        | 32,42        | 6 619       | 31,15       |        |  |
| Votants                  | Votants          | Votants                   | 14 361       | 67,58        | 14 623      | 68,85       |        |  |
| Blancs et nuls           | Blancs et nuls   | Blancs et nuls            | 326          | 1,53         | 395         | 1,86        |        |  |
| Exprimés                 | Exprimés         | Exprimés                  | 14 035       | 66,04        | 14 228      | 66,98       |        |  |
| * Liste du maire sortant |                  |                           |              |              |             |             |        |  |